# レターオープナー
レターオープナーは、封筒を開封するために利用される機械である。

## 概要
レターオープナーは、手紙（封書）を開封するために利用される機械で、手差しにより開封する方式の機械とトレイに入れた封筒を自動で開封していく方式の機械とがある。
手差し方式のものは、手動で封筒の短辺あるいは長辺を機械のガイド部分に通すことで開封するもの。
トレイ方式のものは、トレイに封筒をセットしておくだけで自動的に封筒を開封していくもので、主に業務用に使用されている。

## ギャラリー

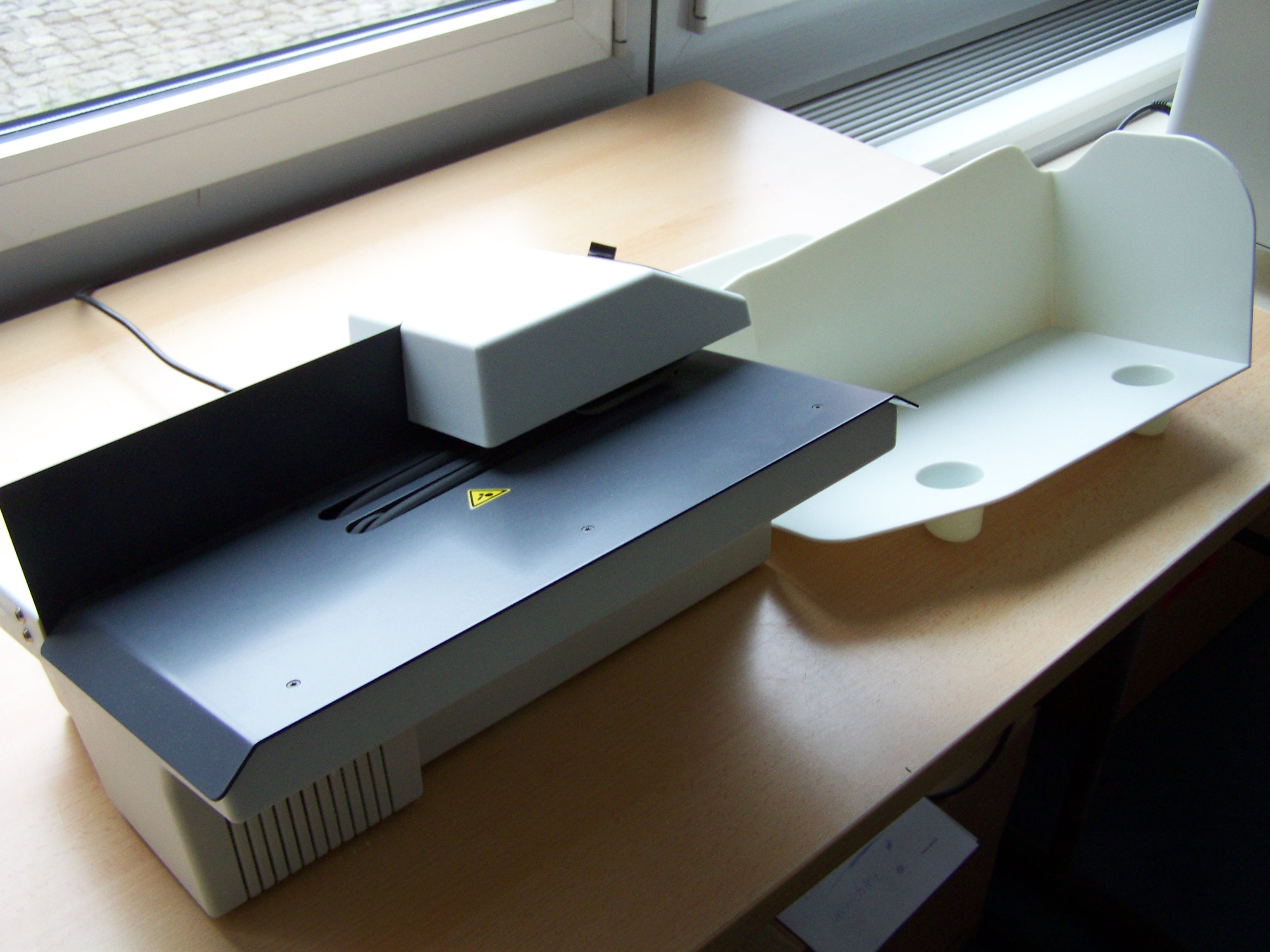
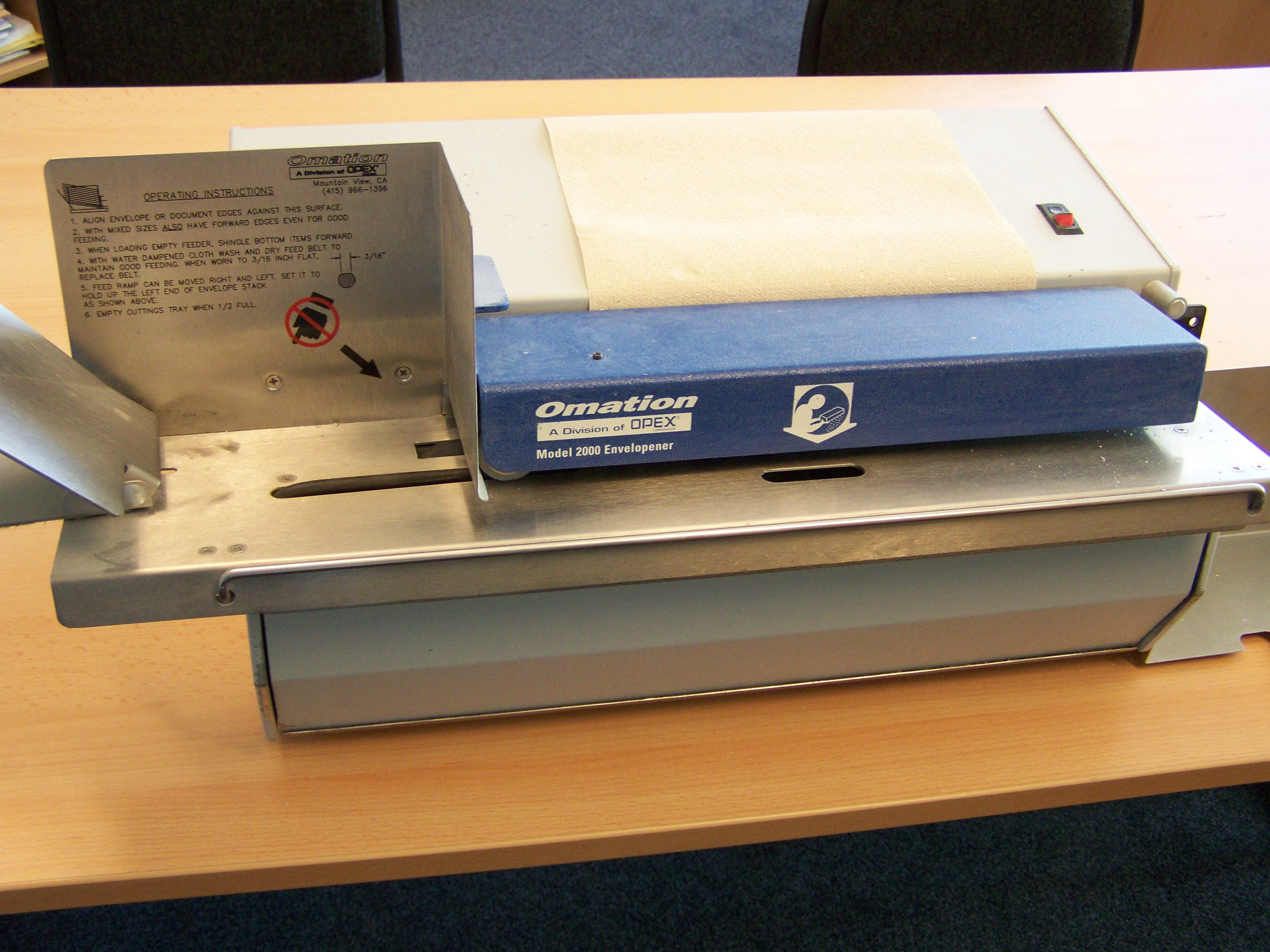
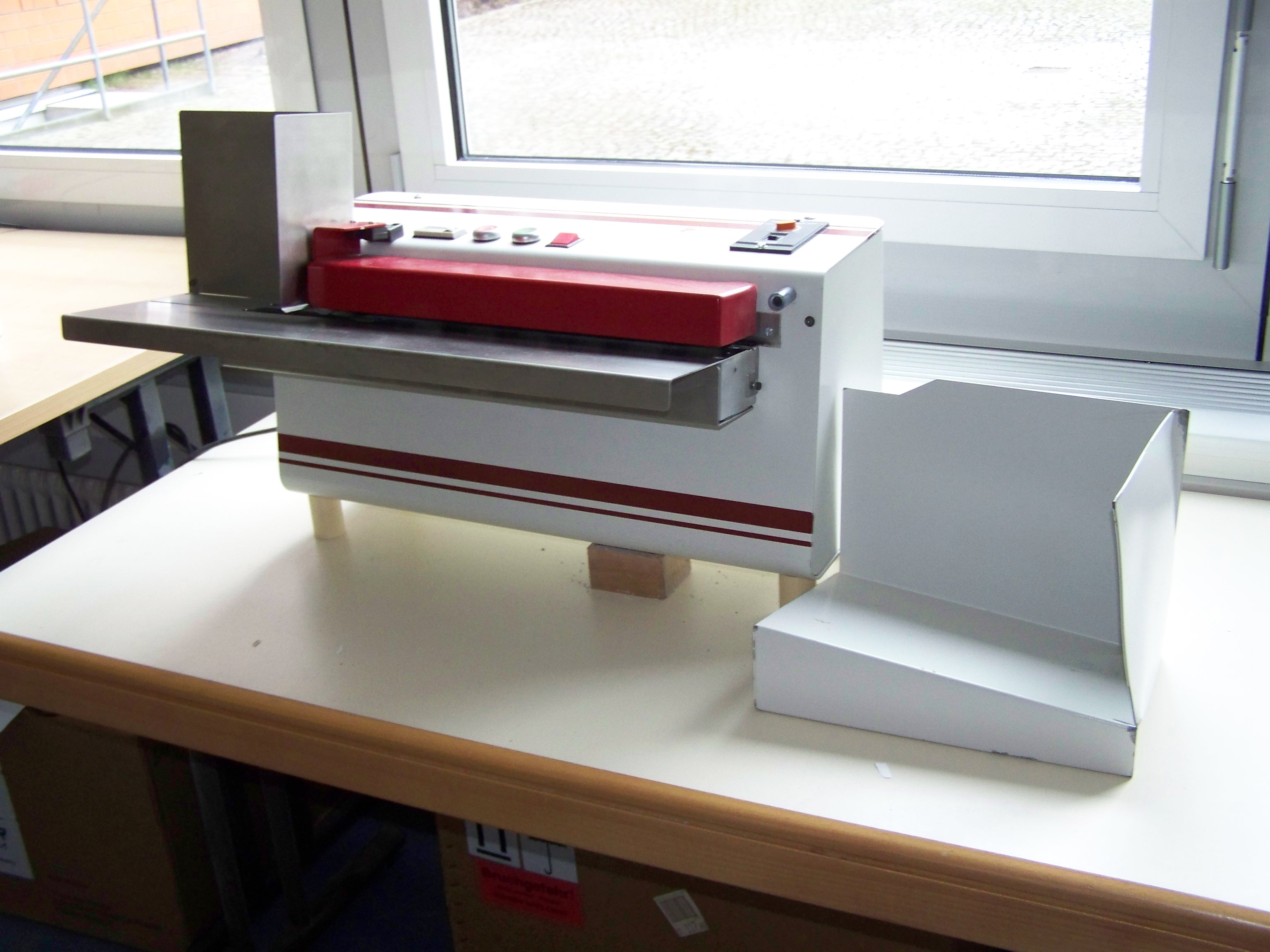
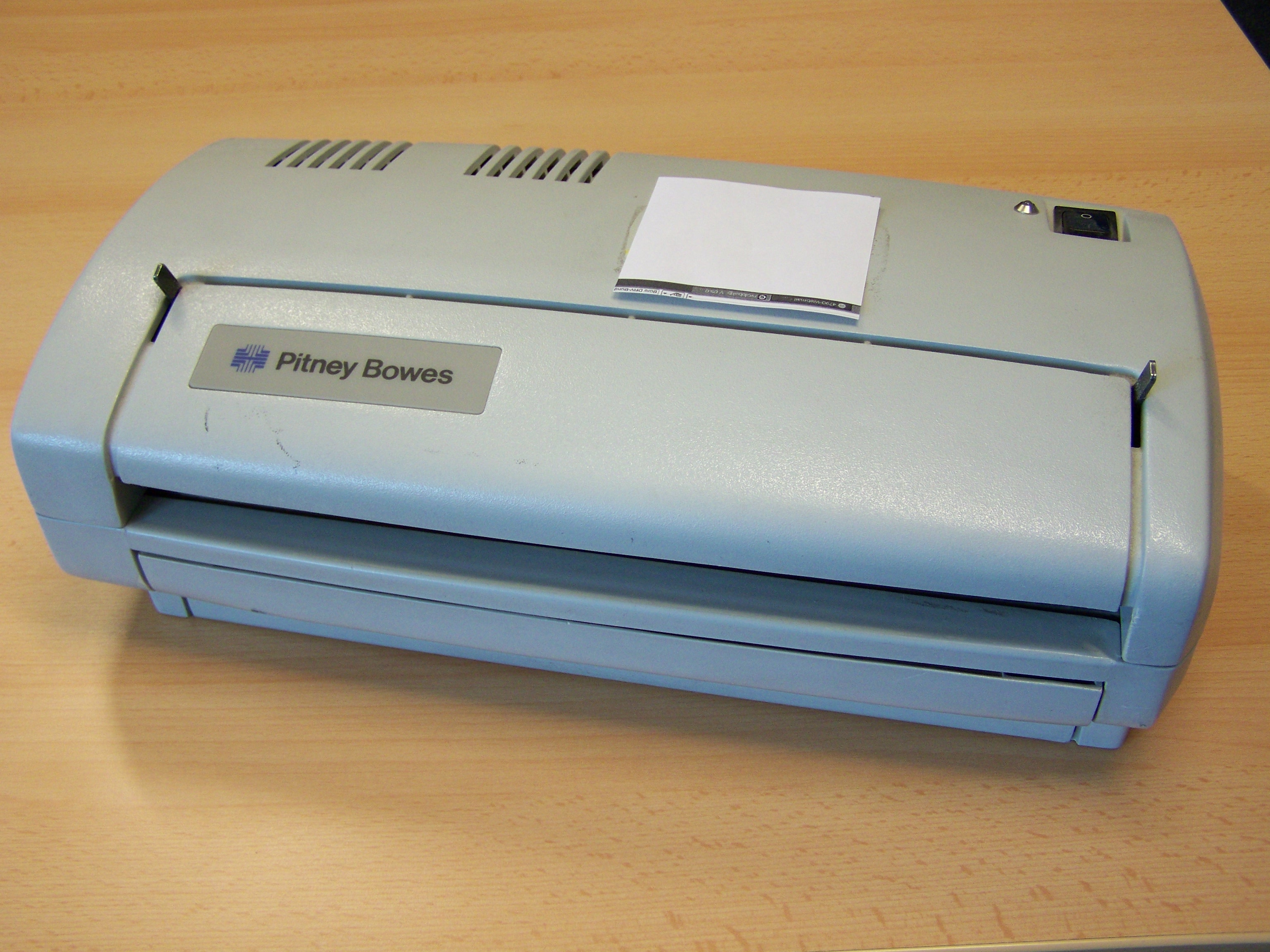